# レクレー
レクレー (Lecrae, 本名: レクレー・ムーア、1979年10月9日 - ) とは、アメリカ合衆国のクリスチャン・ラッパーである。

## 略歴

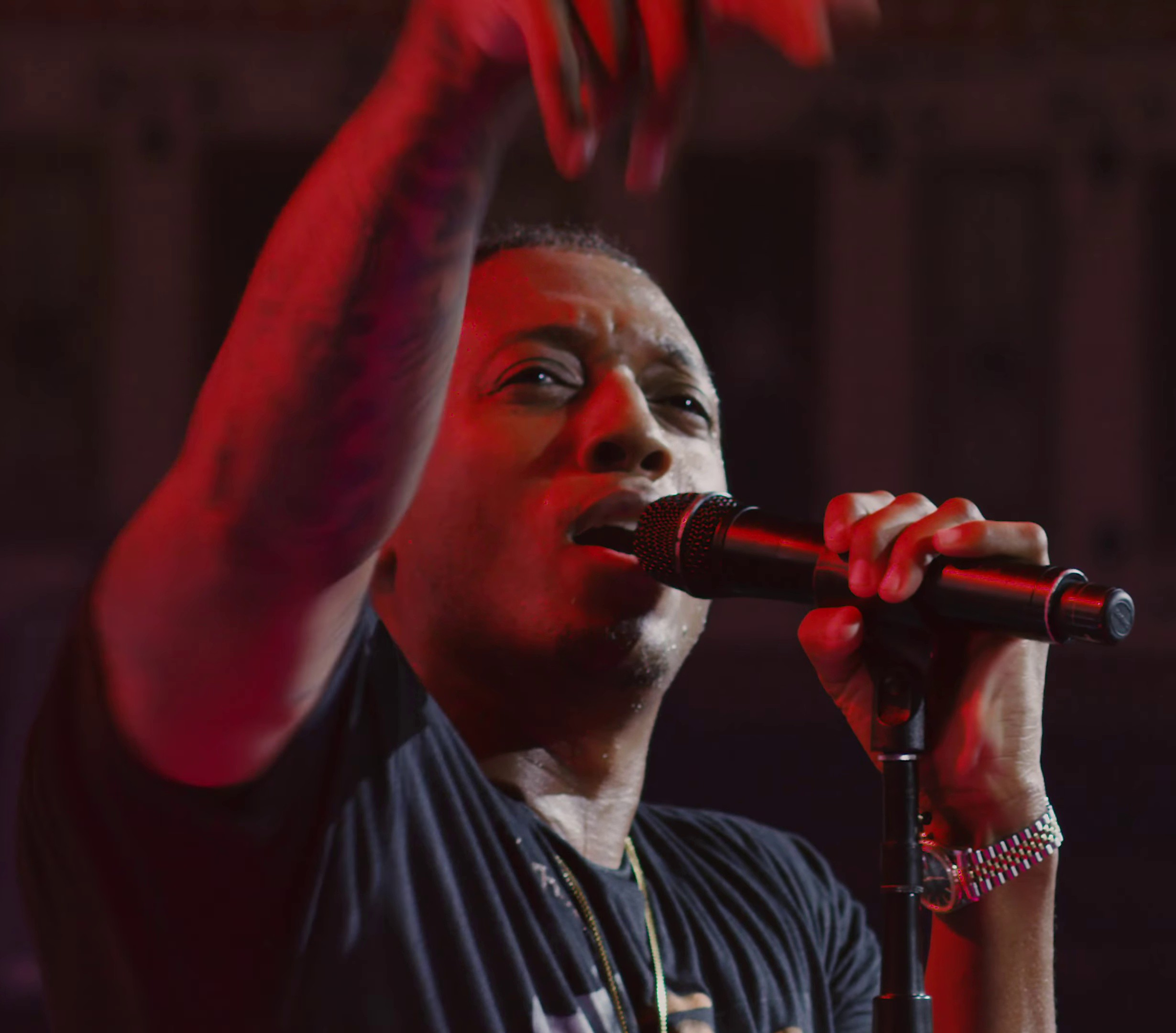
ライブでのLecrae

1979年10月9日に、テキサス州, ヒューストンで生まれ、幼い頃に虐待や育児放棄をされるという過酷な環境下に育つ。
一時は麻薬の売人に身を落とすものの、敬虔なキリスト教徒の祖母の影響で教会に通い、聖書を学び始めた。
その後、25歳の時にベン・ワッシャーと共に"リーチ・レコード"を立ち上げ、デビューアルバム『Real Talk』をリリースした。2012年9月4日にリリースした6thアルバム『Gravity』では、全米ビルボード200にて初登場3位を記録している。

## ディスコグラフィ
スタジオ・アルバム
- Real Talk (2004年)
- After the Music Stops (2006年)
- Rebel (2008年)
- Rehab (2010年)
- Rehab: The Overdose (2011年)
- Gravity (2012年)
- Anomaly (2014年)
- All Things Work Together (2017年)
- Let the Trap Say Amen (with Zaytoven) (2018年)
- Restoration (2020年)